# Dotalabrus
Dotalabrus és un gènere de peixos de la família dels làbrids i de l'ordre dels perciformes.

## Taxonomia
- Dotalabrus alleni (Russell, 1988)
- Dotalabrus aurantiacus (Castelnau, 1872)[1][2][3][4][5]